# 李嵩 (南宋画家)

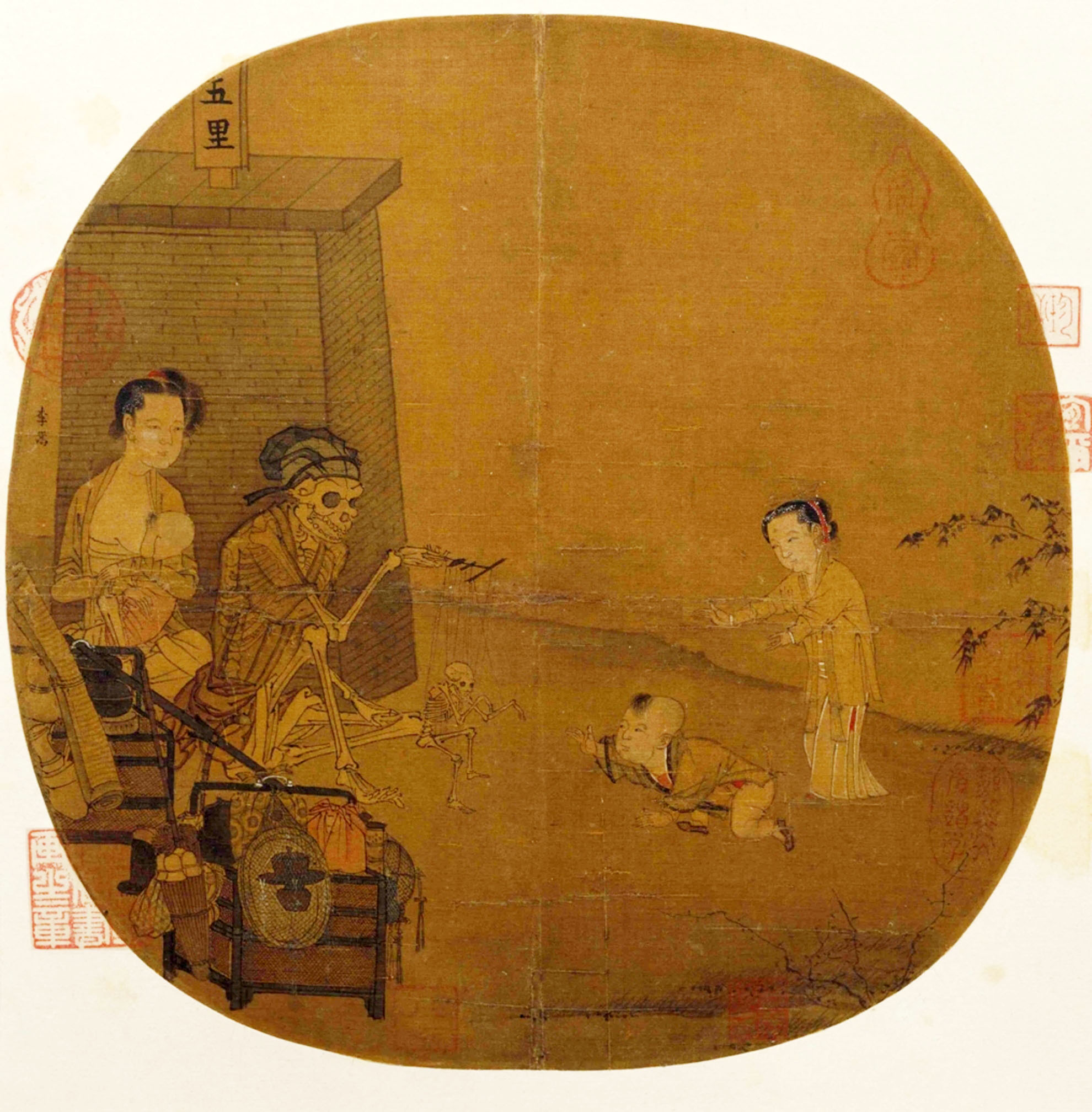
骷髏幻戲圖

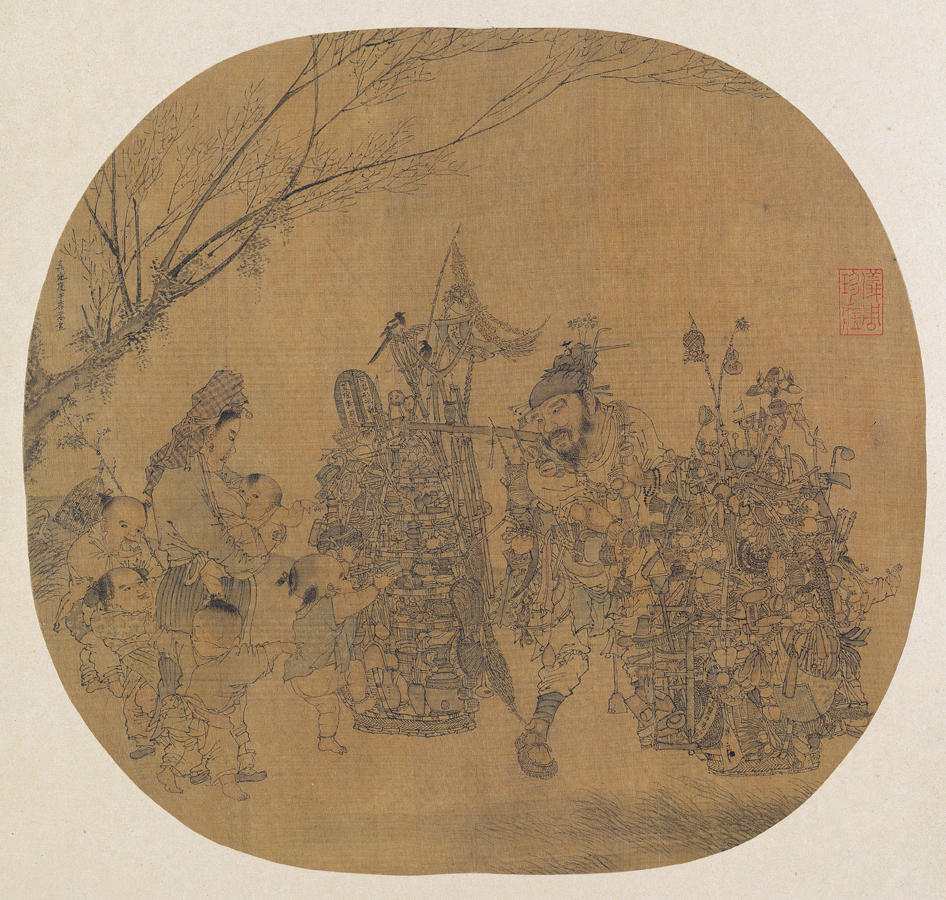
市担婴戏圖

李嵩（約1190年—約1230年）钱塘（今杭州）人，南宋宫廷画家。出身贫寒，少时曾以木工为业，后被宫廷画家李从训收为养子，在宋光宗、宋宁宗、宋理宗三朝任画院待诏。他以人物画著称，也精花鸟山水，尤为擅长界画。

## 著作
主要作品有《货郎图》、《花篮图》、《骷髅幻戏图》、《西湖图》、《服田图》、《春社图》和《四迷图》等